# Kevin ZP98

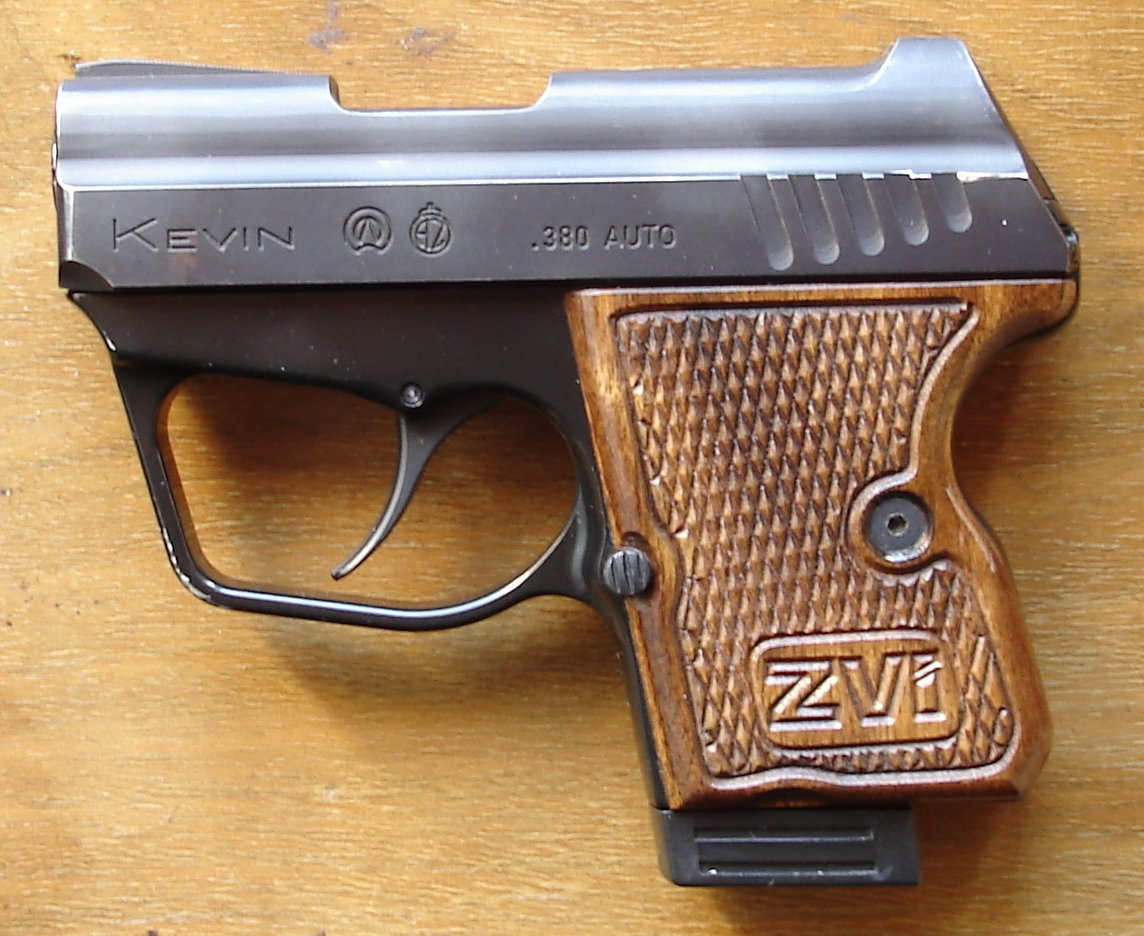
Una Kevin con empuñadura de madera de nogal.

La Kevin ZP98 (usualmente solo Kevin) es una pistola semiautomática subcompacta fabricada en la República Checa. Es vendida en los Estados Unidos como la Micro Desert Eagle por la corporación distribuidora de armas Magnum Research.

## Descripción
Fue desarrollada a finales de la década de 1990 por el diseñador Antonín Zendl para la compañía Zbrojovka Vsetín - Indet (ZVI, originalmente fundada en Vsetín en 1937 como parte de Zbrojovka Brno).
La pistola Kevin es una pequeña pistola autorecargable diseñada para realizar disparos a cortas distancias no mayores a 15 m. Su armazón está hecho de una resistente aleación de aluminio, el cañón y la corredera son de acero, Las empuñaduras son de un compuesto de caucho reforzado. La pistola tiene una recámara dinámica, un gatillo con mecanismo de acción doble y una mira. No usa ninguna palanca de seguro y tiene un sistema de blowback patentado con retraso de gas para controlar las fuerzas del retroceso.
En enero de 2013, la ZVI entró en bancarrota. Sin embargo, la pistola continuó siendo producida en Vsetín por otras empresas y su munición en Slavičín.
| Munición               | 9 x 17 Browning (.380 ACP), después también una variante 9 x 18 Makarov.                                   |
| Calibre                | 9 mm y 9,2 mm                                                                                              |
| Longitud               | 116 mm |
| Longitud del cañón     | 57 mm (2 1/4“)                                                                                             |
| Altura                 | 95 mm (3 3/4“)                                                                                             |
| Anchura                | 23 mm (menos de 1“)                                                                                        |
| Peso (descargada)      | 400 g (14.1 oz.)                                                                                           |
| Capacidad del cargador | 6 cartuchos (también está disponible un cargador de 8 cartuchos para entrenamiento, sólo de 9 mm Browning) |
| Gatillo                | DAO (Double Action Only), doble acción única                                                               |
| Empuñaduras            | Plástico negro o madera de nogal                                                                           |

## Usos
Esta pistola era usada inicialmente como arma secundaria (oculta) por los oficiales de seguridad y estaba destinada a la protección de la ciudadanía. Se hizo bastante popular entre los ciudadanos checos para portarla oculta diariamente. La compañía distribuidora de armas Magnum Research adquirió los derechos de venta en los Estados Unidos, donde la pistola mínimamente modificada es ensamblada bajo el nombre de "Micro Desert Eagle" (desde el 2008).

## Variantes
Para los mercados de Europa del Este, la Kevin fue modificada para emplear el cartucho 9 x 18 Makarov (2007, modelo ZP06 o Kevin M). Además se desarrolló en 2003 el modelo ZVI Night Hawk para el cartucho 9 mm P.A.K (de fogueo y de gas pimienta), y en 2008 la variante ZVI Wasp-R para el cartucho 9 mm P.A. Rubber, con balas de caucho no letales.